# Euphorbia epiphylloides
Euphorbia epiphylloides är en törelväxtart som beskrevs av Wilhelm Sulpiz Kurz. Euphorbia epiphylloides ingår i släktet törlar, och familjen törelväxter. IUCN kategoriserar arten globalt som starkt hotad. Inga underarter finns listade i Catalogue of Life.

## Bildgalleri

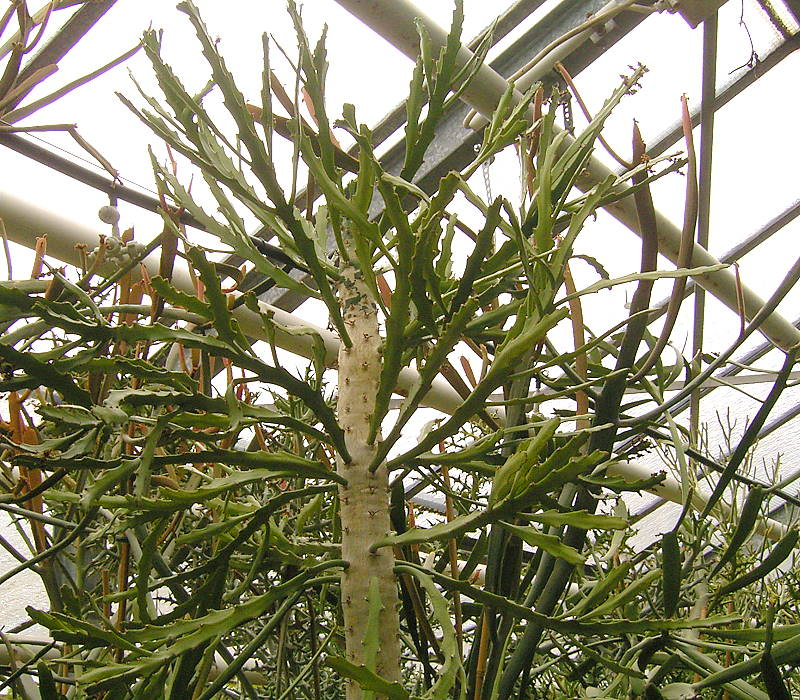
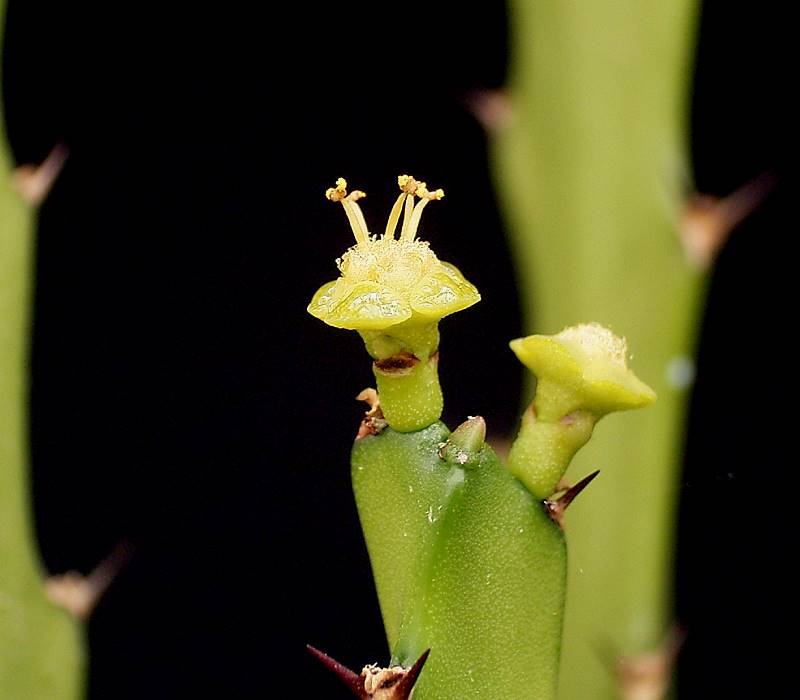